# シモン・アディングラ
シモン・アディングラ（Simon Adingra, 2002年1月1日 - ）は、コートジボワール・ヤムスクロ出身のサッカー選手。コートジボワール代表。サンダーランドAFC所属。ポジションはフォワード。

## 経歴

### クラブ
ガーナのライト・トゥ・ドリーム・アカデミーを経て、2020年にデンマークのノアシェランと契約。2021年1月にプロ契約を締結し、4月にトップチームに昇格。同月5日のオーフス戦でプロデビューし、18日のFCコペンハーゲン戦では、1-2で迎えた試合終了間際にプロ初ゴールを記録。同シーズンは7試合2ゴールを記録すると、翌2021-22シーズンは主力選手に成長。リーグ戦31試合9ゴールを記録し、デンマーク・スーペルリーガ優勝に貢献した。
2022年6月24日、イングランドのブライトン・アンド・ホーヴ・アルビオンに4年契約で移籍。7月4日、系列クラブであるベルギーのロイヤル・ユニオン・サン＝ジロワーズにローン移籍。
2025年7月10日、サンダーランドに移籍。5年契約で、移籍金は2,050万ポンドと報じられている。

### 代表
2023年6月17日、アフリカネイションズカップ予選のザンビアで、後半開始から途中出場してコートジボワール代表での初キャップを記録した。代表初得点は、2026 FIFAワールドカップ・予選のセーシェル戦であり、チームの3点を挙げた後に試合には9-0で大勝している。
2023年12月、アフリカネイションズカップに臨むコートジボワール代表に選出されると、負傷により欠場したグループステージの2試合を除く5試合に出場し、ナイジェリアとの決勝戦ではチームの全得点となる2点をアシストして2-1で勝利に貢献した。先述の活躍に加えて大会を通してのパフォーマンスが評価され、同大会の最優秀若手選手に選出された。

## 個人成績

### クラブ
| 国内大会個人成績 | 国内大会個人成績 | 国内大会個人成績 | 国内大会個人成績 | 国内大会個人成績 | 国内大会個人成績 | 国内大会個人成績 | 国内大会個人成績 | 国内大会個人成績 | 国内大会個人成績 | 国内大会個人成績 | 国内大会個人成績 |
| 年度             | クラブ           | 背番号           | リーグ           | リーグ戦         | リーグ戦         | リーグ杯         | リーグ杯         | オープン杯       | オープン杯       | 期間通算         | 期間通算         |
| 年度             | クラブ           | 背番号           | リーグ           | 出場             | 得点             | 出場             | 得点             | 出場             | 得点             | 出場             | 得点             |
| デンマーク       | デンマーク       | デンマーク       | デンマーク       | リーグ戦         | リーグ戦         | リーグ杯         | リーグ杯         | オープン杯       | オープン杯       | 期間通算         | 期間通算         |
| ---------------- | ---------------- | ---------------- | ---------------- | ---------------- | ---------------- | ---------------- | ---------------- | ---------------- | ---------------- | ---------------- | ---------------- |
| 2020-21          | ノアシェラン     | 17               | スーペルリーガ   | 7                | 2                | -                | -                | 0                | 0                | 7                | 2                |
| 2021-22          | ノアシェラン     | 17               | スーペルリーガ   | 31               | 9                | -                | -                | 2                | 1                | 33               | 10               |
| ベルギー         | ベルギー         | ベルギー         | ベルギー         | リーグ戦         | リーグ戦         | リーグ杯         | リーグ杯         | ベルギー杯       | ベルギー杯       | 期間通算         | 期間通算         |
| 2022-23          | ユニオンSG       | 11               | ファーストA      | 36               | 12               | -                | -                | 4                | 3                | 40               | 15               |
| イングランド     | イングランド     | イングランド     | イングランド     | リーグ戦         | リーグ戦         | FLカップ         | FLカップ         | FAカップ         | FAカップ         | 期間通算         | 期間通算         |
| 2023-24          | ブライトン       | 24               | プレミアリーグ   | 31               | 6                | 0                | 0                | 1                | 0                | 32               | 6                |
| 2024-25          | ブライトン       | 11               | プレミアリーグ   | 29               | 2                | 3                | 3                | 1                | 0                | 33               | 5                |
| 2025-26          | サンダーランド   |                  | プレミアリーグ   |                  |                  |                  |                  |                  |                  |                  |                  |
| 通算             | デンマーク       | デンマーク       | スーペルリーガ   | 38               | 11               | -                | -                | 2                | 1                | 40               | 12               |
| 通算             | ベルギー         | ベルギー         | ファーストA      | 36               | 12               | -                | -                | 4                | 3                | 40               | 15               |
| 通算             | イングランド     | イングランド     | プレミアリーグ   | 60               | 8                | 3                | 3                | 2                | 0                | 65               | 11               |
| 総通算           | 総通算           | 総通算           | 総通算           | 134              | 31               | 3                | 3                | 8                | 4                | 145              | 38               |

### 代表
| コートジボワール代表 | 国際Aマッチ | 国際Aマッチ |
| 年                   | 出場        | 得点        |
| -------------------- | ----------- | ----------- |
| 2023                 | 5           | 1           |
| 2024                 | 13          | 2           |
| 2025                 | 4           | 0           |
| 通算                 | 22          | 3           |

## タイトル

### 代表
コートジボワール代表
- アフリカネイションズカップ（2023）[7]

### 個人
- アフリカネイションズカップ 最優秀若手選手（2023）[8]